# Цюпа, Иван Иванович
Ива́н Ива́нович Цю́па (укр. Іван Іванович Цюпа; род. 25 июня 1993, Елизаветовка, Донецкая область) — украинский футболист, защитник клуба «Олимпия» Грудзёндз.

## Клубная карьера
Воспитанник донецкого «Шахтёра», за который играл в соревнованиях ДЮФЛ.
Летом 2010 года перешёл в мариупольский «Ильичёвец», где первые 2 сезона играл за дубль. 19 мая 2013 года дебютировал за основную команду в матче Премьер-лиги против луганской «Зари» (1:2), выйдя на поле на 77 минуте вместо Артёма Путивцева. В 2017 году, в составе «Ильичёвца» стал победителем первой лиги Украины, однако по окончании сезона покинул команду.
Летом 2017 года подписал контракт с кропивницкой «Звездой». Дебютировал в новой команде 6 августа 2017 года, на 71-й минуте домашнего матча против ровненского «Вереса» заменив Армана Оганесяна. В 2018 году, после вылета «Звезды» в первую лигу, покинул клуб. Выступал за «Волынь» и львовские «Карпаты».
В 2022 году перешёл в словацкий клуб «Вранов-над-Топлёу», а в 2023 стал игроком казахстанского клуба «Окжетпес». С января 2024 года выступает за польский клуб «Олимпия».